# Vítor Godinho
Vítor Godinho (Portugal; 27 de octubre de 1944-14 de julio de 2023) fue un futbolista portugués que jugó en la posición de delantero.

## Carrera

### Club
| Periodo   | Club             |
| --------- | ---------------- |
| 1962–1977 | CF Os Belenenses |
| 1977–1981 | SG Sacavenense   |

### Selección nacional
Jugó para Portugal en una ocasión el 8 de junio de 1975 en la victoria por 2-0 ante Chipre en Limassol por la clasificación para la Eurocopa 1976.

## Logros
- Copa Intertoto (1): 1975